# William T. Sampson

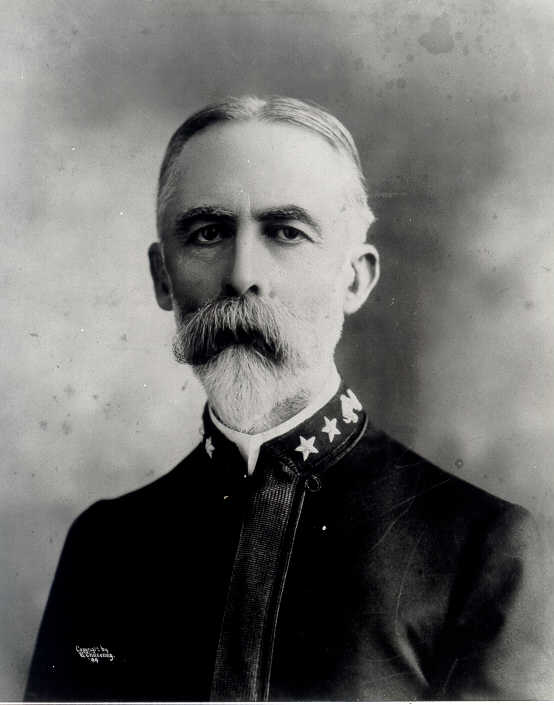
William Thomas Sampson.

William Thomas Sampson, född den 9 februari 1840 i Palmyra, New York, död den 6 maj 1902 i Washington, var en amerikansk sjöofficer. 
Sampson tjänstgjorde med stor utmärkelse i flera befattningar till sjöss under inbördeskriget och var även därefter mycket använd i sjötjänst, bland annat på en arktisk expedition. Befordrad till captain 1889, förordnades Sampson den 17 februari 1898, två dagar efter det slagskeppet Maine sprängts i Havannas hamn, till ordförande i den kommission, som skulle utreda förloppet vid nämnda händelse. Kommissionens utlåtande innebar, att "Maine" sprängts av en torped eller en mina, men gick inte in på frågan om, vem som bar ansvaret för detta. Tillförordnad konteramiral, avgick Sampson april 1898 med den i Key West sammandragna flottan för att blockera Kubas hamnar. San Juan och Puerto Rico bombarderades den 12 maj av fartyg under hans befäl, och när amiral Cervera med fyra spanska kryssare den 19 maj inlöpt i Santiagos hamn och 10 dagar därefter upptäckts där av commodore Schley, anordnade Sampson en sträng blockad av hamnen samt förberedde omsorgsfullt flottans förhållande, i händelse att spanjorerna skulle bryta ut. Varje fartygschef fick detaljerade förhållningsorder för olika tänkbara fall. När Cervera den 3 juli vågade sig ut med sina kryssare, hade Sampson med sitt flaggskepp New York ångat ostvart för att överlägga med general Shafter. Fiendens förföljande och tillintetgörande föll därför på den tillfällige befälhavarens, Schleys, lott, vilket dock inte hindrade, att Sampson rönte stort och berättigat erkännande för sina ypperliga förberedelser och dispositioner.